# Farmer Al Falfa Sees New York

Farmer Al Falfa Sees New York est un dessin animé américain des J. R. Bray Studios, dans la série des Farmer Al Falfa, sorti en 1916.
Il a été réalisé par Paul Terry.

## Fiche technique
- Titre : Farmer Al Falfa Sees New York
- Réalisation : Paul Terry
- Production : J. R. Bray Studios
- Durée : 6 minutes
- Format : noir et blanc - muet
- Langue : anglais
- Pays : États-Unis
- Date de sortie :  États-Unis : 18 octobre 1916
- Genre : Animation, comédie